# Ignacio Pedrosa

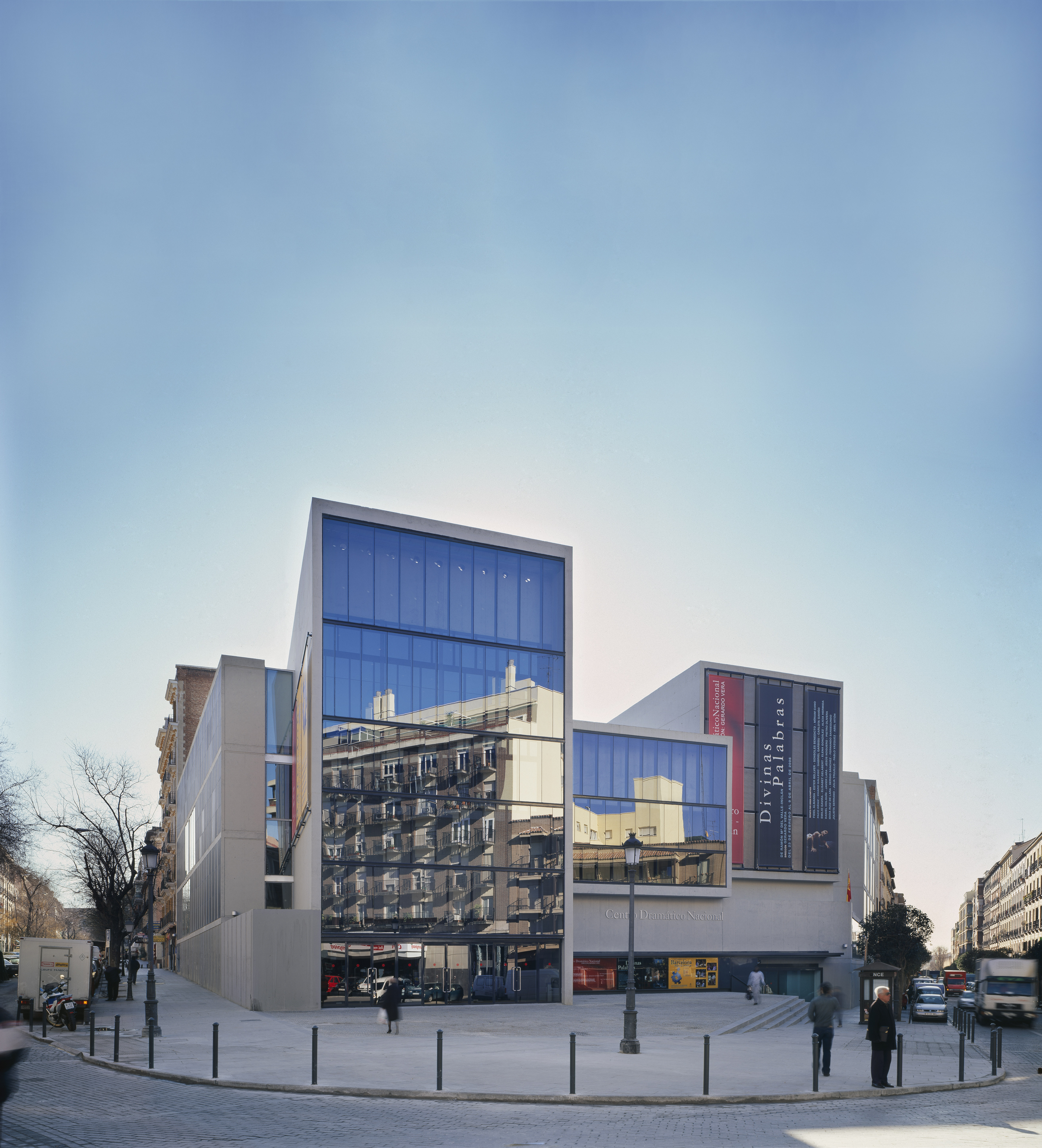
Teatro Valle-Inclán

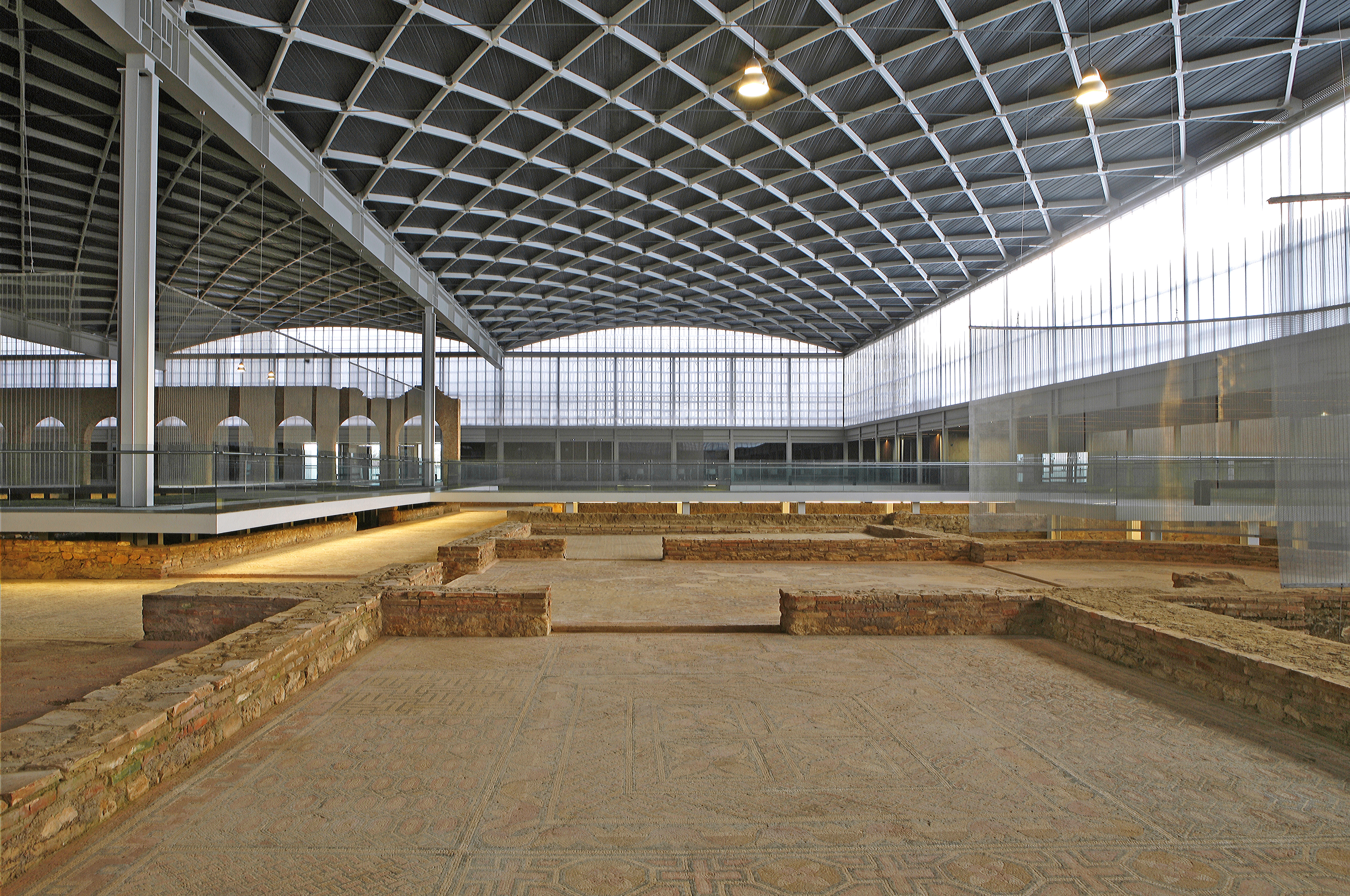
Interior de la Villa Romana de La Olmeda

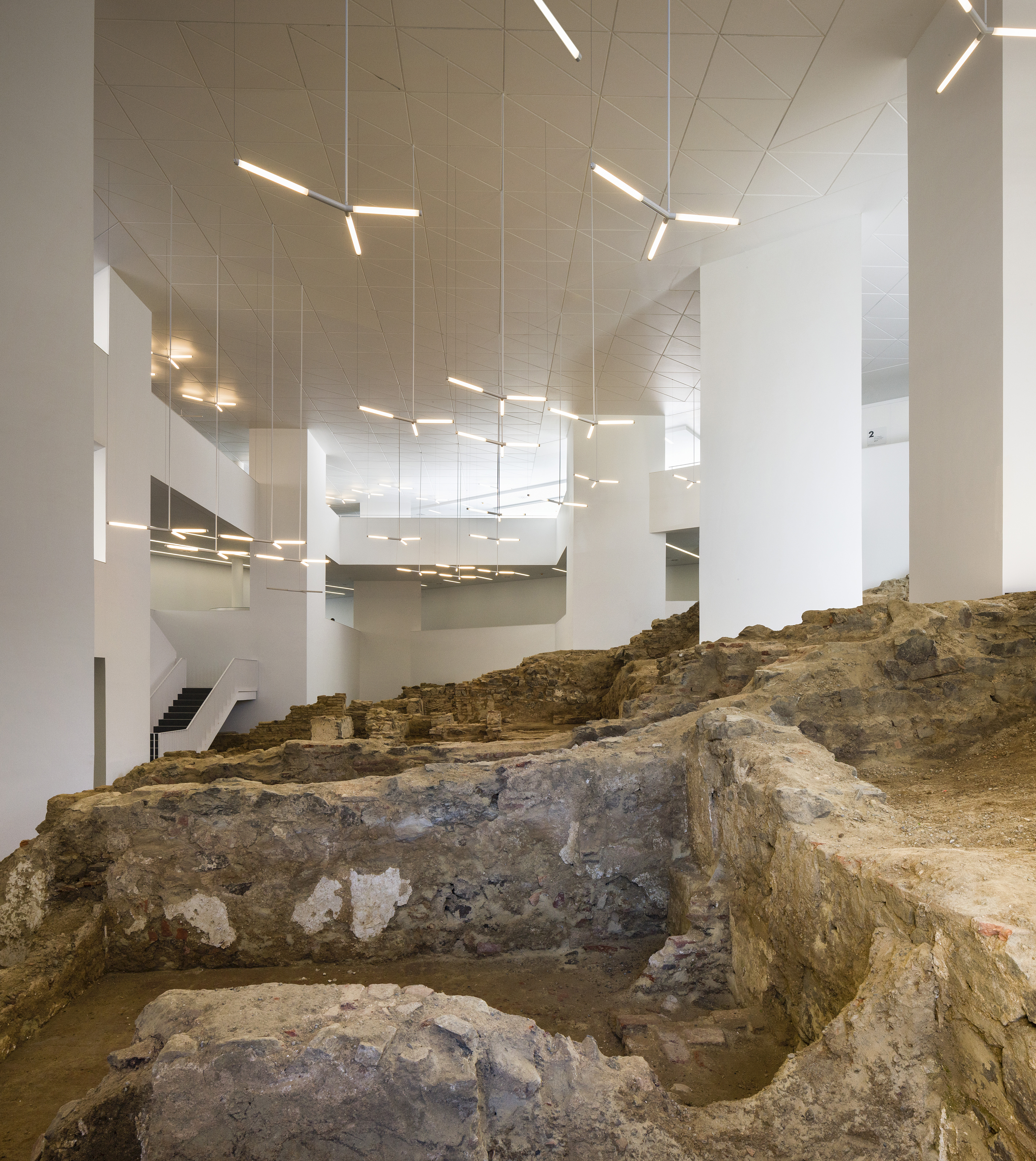
Interior de la Biblioteca Pública de Ceuta

Ignacio García Pedrosa (Madrid, 1957) es un arquitecto y profesor universitario español, fundador junto a Ángela García de Paredes del estudio Paredes Pedrosa.

## Biografía
Pedrosa obtuvo su título en arquitectura por la Escuela Técnica Superior de Arquitectura de Madrid de la Universidad Politécnica de Madrid en 1983, en la cual se doctoró en 2015, siendo premio extraordinario  por su tesis Auditórium, una tipología del siglo XX dirigida por Emilio Tuñón Álvarez y Luis Rojo de Castro. Desde 1995 es profesor asociado de la asignatura de Proyectos Arquitectónicos en su alma mater. Ha sido profesor invitado en instituciones como la IUAV de Venecia, la Escuela de Arquitectura de la Universidad de Navarra, la Escuela de Arquitectura de la Universidad Politécnica de Valencia o en la colombiana Universidad de los Andes.
En 1990 se asoció con Ángela García de Paredes para abrir el estudio Paredes Pedrosa. En su carrera profesional han obtenido primeros premios en concursos y construido más de una veintena de edificios, destacando las obras públicas de carácter cultural y la vivienda pública. Su obra ha sido premiada en bienales españolas e iberoamericanas, expuesta en cinco ediciones de la Bienal de Venecia y objeto de exposiciones monográficas en diversas ciudades europeas y norteamericanas.
Juntos fueron los comisarios del Pabellón Español de la VI Bienal de Arquitectura de Venecia de 1996 y el de las VIII y X Bienal Iberoamericana de Arquitectura y Urbanismo celebradas respectivamente en 2012 en Cádiz y en 2016 en São Paulo.

## Obra destacada
Su actividad se desarrolla principalmente mediante concursos y proyectos públicos centrados en edificios relacionados con equipamientos culturales. Sus realizaciones incluyen edificios que integran restos arqueológicos así como intervenciones en edificios históricos con valor patrimonial. Los premios Europan logrados en 1991 y 1996 incidieron en su realización de diversos conjuntos de vivienda social y de su impronta en la transformación del espacio público.
Entre otros proyectos, se pueden destacar las siguientes obras realizadas con Ángela García de Paredes:
- Ayuntamiento de Valdemaqueda (Madrid), 1993-1998.
- Casa G.de Paredes-Chaves en Fuente del Fresno (Madrid), 1998.
- 101 viviendas de realojo en Madrid, 2002.
- Centro de Congresos de Murcia, 1998-2002. Ampliación del auditorio preexistente obra de José María García de Paredes.[10]
- Biblioteca María Moliner de Velilla de San Antonio (Madrid), 2000-2003.
- Palacio de Congresos de Peñíscola (Castellón), 2000-2003.
- Aulario en la Facultad de Psicología de la Universidad Autónoma de Madrid, 2002-2004.
- Museo de Almería, 1999-2004.
- Espacio Torner en Cuenca.
- Unidades del Bibliometro en estaciones de Metro, 2004.
- 146 viviendas sociales en Usera (Madrid), 2002-2006.
- Teatro Valle-Inclán en Madrid, 1996-2005.
- Bodegas Real, en Valdepeñas (Ciudad Real), 2004-2007. Intervención sobre un cortijo del siglo XVIII.[11]
- Intervención en la Villa Romana la Olmeda de Pedrosa de la Vega (Palencia), 2008. Cubrición de un yacimiento arqueológico fechado entre los siglos I y IV.[12]
- Universidad Popular Infantil de Gandía (Valencia), 2008-2011.
- Biblioteca Pública del Estado Adolfo Suárez en Ceuta, 2013-2014.
- Auditorio de Lugo, 2008-2017.
- Dos viviendas en la muralla de Oropesa (Toledo), 2011-2015.
- Rehabilitación de espacios en el Banco de España en Madrid, 2006-2015. Sobre el edificio diseñado por Eduardo Adaro y Severiano Sainz de la Lastra en 1891.[13]
- Biblioteca Provincial de Córdoba, 2007-2020
- Pabellón de España para la Expo 2020 en Dubái.
- Pabellón en Aguilafuente (Segovia), 2022.
- Viviendas sociales en Pradolongo (Madrid).

## Premios y reconocimientos
La obra del estudio ha sido reconocida con premios entre los que destacan la Medalla de Oro al Mérito en las Bellas Artes en 2014, el Premio Eduardo Torroja en 2016, el Premio Arquitectura Española de 2007, el Premio COAM en cuatro ediciones, el Premio Comunidad de Madrid de los años 2000 y 2005, el Premio ASCER en 2004 y 2016, la Gold Medal Sustainable Architecture en 2012, el Premio Europeo de Intervención en Patrimonio AADIPA de 2015. Ha sido finalista en el Premio de Arquitectura Contemporánea de la Unión Europea de 2015, Mención de Honor Piranesi Prix de Roma en 2016, y finalista del Premio Aga Khan de Arquitectura en 2016.
En 2024 el Ministerio de Vivienda y Agenda Urbana del Gobierno de España otorgó al estudio Paredes Pedrosa el Premio Nacional de Arquitectura 2023 por su carrera.

### Sobre su obra arquitectónica
Las monografías dedicadas a la obra del arquitecto son:
- VV.AA. (2005).  TC, ed. Paredes Pedrosa. Arquitectura 1998- 2005 (Físico). TC Cuadernos (68). Valencia: General de Ediciones de Arquitectura. ISSN 1136-906X. Consultado el 1 de agosto de 2024.
- VV.AA (2005) [2005].  Fundación COAM, ed. Paredes Pedrosa Arquitectos (Físico). Monoespacios 3. Madrid: Colegio Oficial de Arquitectos de Madrid. ISBN 84-88496-80-X.
- Santas, Asier (2010) [2010]. Paredes Pedrosa (Físico). Arquitectura de autor 44. Pamplona: Universidad de Navarra. ISBN 978-84-89713-88-8.
- VV.AA (2013) [2013]. Biblioteca Pública de Ceuta (Físico). Ceuta: Ciudad Autónoma de Ceuta. ISBN 978-84-15243-42-7.
- VV.AA (2014) [2014]. Villa romana La Olmeda. Paredes Pedrosa (Físico). Palencia: Diputación de Palencia. ISBN 978-84-8173-200-9.
- Redacción (31 de octubre de 2016). «Paredes Pedrosa 1990-2016».  En Arquitectura Viva, ed. Arquitectura Viva. AV Monografías (Madrid: Arquitectura Viva, publicado el 31 de dociembre de 2016) (188). ISSN 0213-487X. Consultado el 1 de agosto de 2024. (requiere suscripción).
- VV.AA. (2021).  TC, ed. Paredes Pedrosa. 2005-2021 (Físico). TC Cuadernos 152. Valencia: General de Ediciones de Arquitectura. ISBN 978-84-17753-36-8. Consultado el 1 de agosto de 2024.

### Artículos
Algunos de los artículos que ha publicado Pedrosa son:
- García Pedrosa, Ignacio (Octubre 2016). «Sull’evoluzione degli spazi per la música». Casabella (en italiano) (Milán) (866): 46.
- García Pedrosa, Ignacio (30 de abril de 2017). «Construyendo para la música desde 1950» (HTML). Arquitectura Viva (Madrid) (193). ISBN X-00215972. Consultado el 1 de agosto de 2024.
- García Pedrosa, Ignacio (2018). «Una bóveda celeste en el Auditorio Kresge». Revista europea de investigación en arquitectura (España) (10): 101-115. ISSN 2340-9851. Consultado el 1 de agosto de 2024.
- García Pedrosa, Ignacio; García de Paredes de Falla, ángela (30 de abril de 2019). «The dream of space produces forms» [El sueño del espacio produce formas] (PDF). VLC Arquitectura (Valencia) 6 (1): 1-27. ISSN 2341-3050. doi:10.4995/vlc.2019.11578. Consultado el 1 de agosto de 2024.